# Grimmia afroincurva
Grimmia afroincurva är en bladmossart som beskrevs av Brotherus in Mildbraed 1910. Grimmia afroincurva ingår i släktet grimmior, och familjen Grimmiaceae. Inga underarter finns listade i Catalogue of Life.